# Eduard Marks
Eduard Marks (* 9. November 1901 in Düsseldorf; † 30. Juni 1981 in Hamburg) war ein deutscher Schauspieler, Schauspiellehrer und Hörspielsprecher.

## Leben
Der Sohn eines Goldschmieds arbeitete zunächst als Akkordkalkulator in einem Stahlwerk. 1925 erhielt er sein erstes Engagement als Schauspieler. Es folgten Bühnenstationen am Hamburger Schauspielhaus (1937–1945), an den Hamburger Kammerspielen (1945–1953), bei Helmuth Gmelin am Theater im Zimmer (1951–1953) sowie in Wiesbaden (1954–1955), ehe ihn Gustaf Gründgens 1955 erneut an das Hamburger Schauspielhaus engagierte.

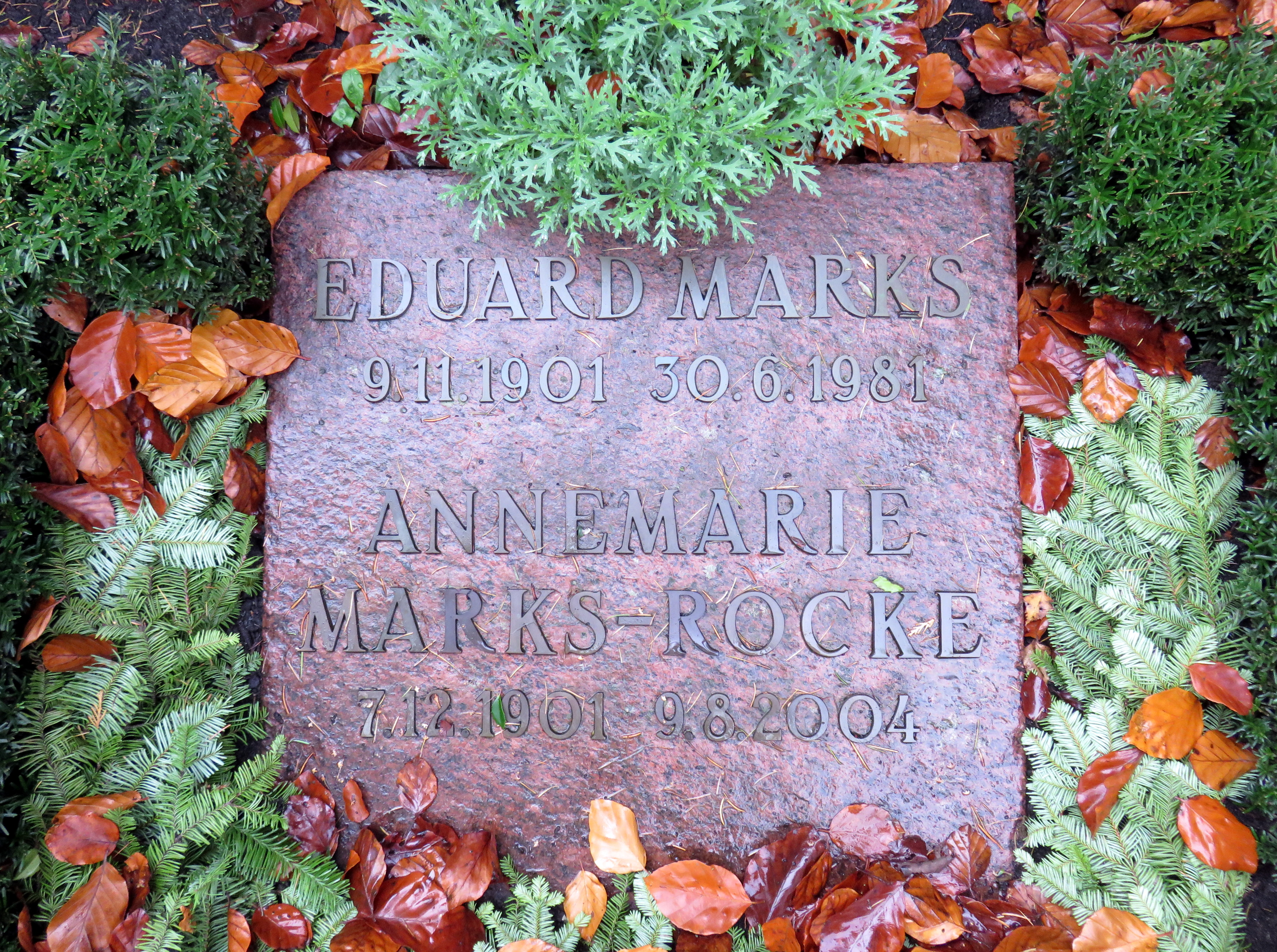
Grabstein Eduard Marks auf dem Ohlsdorfer Friedhof

Zudem war Marks lange Zeit Professor in der Schauspielausbildung an der heutigen Hamburger Hochschule für Musik und Theater, die 1950 aus einer privaten Schauspielschule in Hamburg-Eimsbüttel entstand. Diese private Schauspielschule hatte Marks zusammen mit seiner Ehefrau Annemarie Marks-Rocke (1901–2004) selbst gegründet.
Außerdem war Marks auch als Märchenerzähler (Onkel Eduard) und aus einer umfangreichen Hörspiel-Tätigkeit beim Hörfunk (NWDR und NDR) sowie auf Schallplatten bekannt.
Er verstarb Ende Juni 1981 in Hamburg im Alter von 79 Jahren.
Eduard Marks wurde, so wie später seine Ehefrau Annemarie, auf dem Hamburger Friedhof Ohlsdorf beigesetzt. Das Grab der Eheleute befindet sich im Bereich der Kapelle 4 im Planquadrat H10, Grab-Nr. 270.

## Filmografie
- 1940: Zwischen Hamburg und Haiti – Regie: Erich Waschneck
- 1951: Unsterbliche Geliebte – Regie: Veit Harlan
- 1953: Königinnen von Frankreich – Fernsehfilm – Regie: Detlof Krüger
- 1953: Die verschlossene Tür – Fernsehfilm – Regie: Fritz Schröder-Jahn und Fred von Hoerschelmann
- 1953: Das Abschiedsgeschenk – Fernsehfilm – Regie: Werner Völger
- 1954: Im sechsten Stock – Fernsehfilm – Regie: John Olden
- 1954: Neues aus dem sechsten Stock – Fernsehfilm – Regie: John Olden
- 1955: Das Streichholz unterm Bett – Fernsehfilm – Regie: Detlof Krüger
- 1955: Die Toteninsel – Regie: Viktor Tourjansky
- 1955: Die Heiratsvermittlerin – Fernsehfilm – Regie: John Olden
- 1958: Unser Herr Vater – Fernsehfilm – Regie: John Olden
- 1960: Einer von sieben – Fernsehfilm – Regie: Georg Lhotsky und John Olden
- 1960: Faust – Regie: Peter Gorski
- 1961: Schau heimwärts, Engel – Fernsehfilm – Regie: John Olden
- 1964: Don Gil von den grünen Hosen – Fernsehfilm – Regie: Gustaf Gründgens
- 1965: Der Raub der Sabinerinnen – Fernsehfilm – Regie: Ullrich Haupt
- 1966: Die Ballade von Peckham Rye – Fernsehfilm – Regie: Ewa Starowieyska und Franciszek Starowieyski
- 1967: Die Unverbesserlichen und ihr Optimismus – Fernsehfilm – Regie: Claus Peter Witt
- 1967: Egmont (nach Johann Wolfgang von Goethe) – Fernsehfilm – Regie: Oscar Fritz Schuh
- 1971: Einer muß der Dumme sein – Fernsehfilm – Regie: Heribert Wenk und Leonard Steckel
- 1972: Die Dreigroschenoper – Übertragung aus dem Deutschen Schauspielhaus in Hamburg – Regie: Ewald Burike und Dieter Giesing

## Hörspiele (Auswahl)

### Regie
- 1948: Das Apostelspiel (auch Sprecher)
- 1951: Unser Freund Rivière

### Sprecher
- 1945: Der Hauptmann von Köpenick – Regie: Helmut Käutner
- 1946: Mein Sohn, der Herr Minister – Regie: Ludwig Cremer
- 1947: Meine Nichte Susanne – Regie: Arno Assmann
- 1948: Die Brücke von San Luis Rey – Regie: Gustav Burmester
- 1948: Die Erscheinung – Regie: Fritz Schröder-Jahn
- 1949: Goethe erzählt sein Leben – Regie: Ludwig Cremer (Teil 2); Regie: Mathias Wieman (Teile 13, 14, 16, 27 und 32)
- 1949: Das Obergrunder Weihnachtsspiel – Regie: Fritz Schröder-Jahn
- 1949: Der Traumfeind – Regie: Fritz Schröder-Jahn
- 1949: Ein Bild an der Wand – Regie: Gustav Burmester
- 1949: Das Leben geht weiter – Regie. Fritz Schröder-Jahn
- 1950: Es war ein ungewöhnlich langer Tag – Regie: Fritz Schröder-Jahn
- 1950: Die wundertätigen Bettler – Regie: Gustav Burmester
- 1950: Fünftausend Dollar Belohnung – Regie: Fritz Schröder-Jahn
- 1950: Götter, Gräber und Gelehrte – Regie: Gustav Burmester
- 1950: Die tödlichen Sterne – Regie: Fritz Schröder-Jahn
- 1950: Ein Tag wie morgen – Regie: Fritz Schröder-Jahn
- 1950: Unter der grünen Erde – Regie: Fritz Schröder-Jahn
- 1950: Die gekaufte Prüfung – Regie: Fritz Schröder-Jahn
- 1950: Frühling wird es wieder – Regie: Fritz Schröder-Jahn
- 1950: Die Erzählung des letzten Hirten – Regie: Gustav Burmester
- 1951: Vor Cannae – Regie: Gustav Burmester
- 1951: Aus den Geheimakten von Scotland Yard; Folge 5: Heirat mit Methode – Regie: Eduard Hermann
- 1951: Interview mit einem Stern – Regie: Fritz Schröder-Jahn
- 1951: Die Landung – Regie: Fritz Schröder-Jahn
- 1951: Aucassin und Nicolette – Regie: Hans Lietzau
- 1951: Der Geizige – Regie: Fritz Schröder-Jahn
- 1951: Der Bayer, ein unbekanntes Wesen – Regie: Fritz Schröder-Jahn
- 1951: Der Weg zum Weltraum – Regie: Fritz Schröder-Jahn
- 1951: Träume (von Günter Eich) – Regie: Fritz Schröder-Jahn
- 1951: Die Krankheit des Herrn Satory – Regie: Gustav Burmester
- 1951: Amerigo schwieg – Regie: Fritz Schröder-Jahn
- 1951: Glanz und Elend des Herrn Albert Schulze – Regie: Gustav Burmester
- 1951: Lady Macbeth von Mzensk – Regie: Kurt Strehlen
- 1951: Europa – Traum oder Wirklichkeit – Regie: Fritz Schröder-Jahn
- 1951: Radium – Regie: Fritz Schröder-Jahn
- 1951: Seltsames Verhör – Regie: Fritz Schröder-Jahn
- 1952: Hinter sieben Fenstern brennt noch Licht – Regie: Fritz Schröder-Jahn
- 1952: Das Geld, das auf der Straße liegt – Regie: Gustav Burmester
- 1952: Der Tod des Empedokles – Regie: Gert Westphal
- 1952: Die Andere und ich – Regie: Gustav Burmester
- 1952: Die große Masche – Regie: Fritz Schröder-Jahn
- 1952: Eheliches Spiel – Regie. Eduard Hermann
- 1952: Denn sie sollen getröstet werden – Regie: Gustav Burmester
- 1952: Meine Nichte Susanne – Regie: Carl-Heinz Schroth
- 1952: Besorgen Sie uns 2000 Dromedare – Regie: Hans Freundt
- 1952: Die Gäste des Herrn Birowski – Regie: Gustav Burmester
- 1952: Aus dem Leben eines Arztes. Der Chirurg Ferdinand Sauerbruch erzählt – Regie: Fritz Schröder-Jahn
- 1952: Kleider ohne Leute – Regie: Gert Westphal
- 1952: Fahr wohl, Benjowsky – Regie: Gert Westphal
- 1953: In rasender Fahrt – Regie. Gert Westphal
- 1953: Maria Magdalena – Regie: Karl Peter Biltz
- 1953: Der Zweikampf – Regie: Fritz Schröder-Jahn
- 1953: Vergangenheit hat keine Türen – Regie: Gustav Burmester
- 1953: Das Schiff der Verdammten – Regie: Oswald Döpke
- 1953: Gegen zwölf kommt der Mond – Regie: Carl Nagel
- 1953: Die Mädchen aus Viterbo – Regie: Fritz Schröder-Jahn
- 1953: Romeo und Julia 1953 – Regie: Gustav Burmester
- 1954: Prinzessin Turandot – Regie: Gert Westphal
- 1954: Sabeth – Regie: Gustav Burmester
- 1954: Aber das Wort sagte ich nicht – Regie: Gustav Burmester
- 1954: Sabeth oder die Gäste im schwarzen Rock – Regie: Fritz Schröder-Jahn
- 1954: Tiger-Tiger – Regie: Günter Siebert
- 1954: Die Weinwirtschaft „Zum Auge Gottes“ – Regie: Gustav Burmester
- 1954: Siebenschläfer – Regie: Karl Peter Biltz
- 1954: Die Hochzeit der Sobeïde – Regie: Friedrich-Carl Kobbe
- 1954: Geh nicht nach El Kuwehd – Regie: Karl Peter Biltz
- 1954: Die Ehe der Bébé Donge – Regie: Ludwig Cremer
- 1954: Das Lied von Bernadette – Regie: Otto Kurth
- 1954: Die Stunde nach zwölf – Regie: Carl Nagel
- 1954: Der Klassenaufsatz – Regie: Gert Westphal
- 1954: Es waren Hirten auf dem Felde – Regie: Gert Westphal
- 1954: Das Ende der Teufelsinsel – Regie: Fritz Wendhausen
- 1955: Heimkehr – Regie: Fritz Schröder-Jahn
- 1955: Die Zerstörung von Slawasch – Regie: Fritz Schröder-Jahn
- 1955: Der Freund des Mr. Lowden – Regie: Gert Westphal
- 1955: Maria Stuart (nach Friedrich Schiller) – Regie: Gustav Burmester
- 1955: Hiroshima – Regie: Gustav Burmester
- 1955: Die Wahrheit auf Erden – Regie: Fritz Schröder-Jahn
- 1955: Fröhliches Erwachen – Regie: Gert Westphal
- 1955: Das Mädchen und die Krone – Regie: Carl Nagel
- 1956: Der kleine Krieg – Regie: Günter Siebert
- 1956: Am grünen Strand der Spree – Regie: Gert Westphal
- 1957: Ahasver – Regie: Fritz Schröder-Jahn
- 1957: Alle, die da fallen – Regie: Fritz Schröder-Jahn
- 1957: Der Stein in Ziskas Garten – Regie: Fritz Schröder-Jahn
- 1957: Wieviel Erde braucht der Mensch – Regie: Gustav Burmester
- 1957: Die Früchte des Kaktus – Regie: Fritz Schröder-Jahn
- 1957: Von Aristoteles bis Hipperich – Regie: Gert Westphal
- 1958: Zwei junge Mädchen – Regie: Gert Westphal
- 1958: Die Rückreise – Regie: Fritz Schröder-Jahn
- 1958: Doktor Schiwago – Regie: Otto Kurth
- 1958: Arkadische Vergnügen – Regie: Gert Westphal
- 1959: Die Schlucht der Fledermäuse – Regie: Fritz Schröder-Jahn
- 1959: Die Leute von Beersheba – Regie: Fritz Schröder-Jahn
- 1959: Der Prozess der Jeanne d’Arc zu Rouen 1431 – Regie: Hans Lietzau
- 1960: Die Jagd nach dem Täter (Des Teufels Großmutter) – Regie: Gustav Burmester
- 1960: Die Gläsernen – Regie: Ludwig Cremer
- 1960: Die Bittgänger – Regie: Gustav Burmester
- 1960: Die Legende vom heiligen Trinker – Regie: Raoul Wolfgang Schnell
- 1961: Der Nationalheld – Regie: Hans Conrad Fischer
- 1961: Der Briefträger ging vorbei – Regie: Gustav Burmester
- 1962: Der Gerechte – Regie: Fritz Schröder-Jahn
- 1962: Das glückhafte Schiff von Dorkum – Regie: Gustav Burmester
- 1963: Der Entartete – Regie: Hans Lietzau
- 1964: Die Stunde des Huflattichs – Regie: Fritz Schröder-Jahn
- 1965: Der absurde Traum des Monsieur Tulipe – Regie: Ulrich Lauterbach
- 1965: Das Gelächter – Regie: Fritz Schröder-Jahn
- 1966: Sieben gute Eigenschaften – Regie: Gustav Burmester
- 1969: Nacht und Nebel – Regie: Fritz Schröder-Jahn
- 1969: Die Vogelflöte – Regie: Fritz Schröder-Jahn
- 1970: Orfila – Regie: Otto Düben
- 1973: Hilda – Regie: Peter Michel Ladiges
- 1977: Die Blinden – Regie: Günter Bommert
- 1977: Die Einstellung, in der mich Leonardo küsst – Regie: Günter Guben
- 1977: Fossilien – Regie: Günter Siebert